# Adelaide da Itália
Adelaide de Itália ou Adelaide de Borgonha ou simplesmente Santa Adelaide (Borgonha, 931 - Selz, 16 de dezembro de 999) foi imperatriz consorte do Sacro Império Romano-Germânico e rainha consorte da Germânia, além de ser conhecida por ter sido fundadora de diversas casas religiosas e ter convertido numerosos infiéis.

## Biografia
Nasceu na Borgonha, no ano de 931. Era filha de Rodolfo II da Borgonha e de Berta da Suábia. Aos 15 anos se casou com o rei Lotário II da Itália.
Enviuvado 3 anos mais tarde, que assim obteve o direito à coroa da Itália. Órfã aos seis anos e viúva aos dezenove, foi, por interesses políticos, perseguida e aprisionada pelo Duque Berengário e sua mulher Wila, sujeitando-se a esta situação indigna com resignação e confiança em Deus.
Com a ajuda do piedoso capelão Martinho consegue escapar e, escoltada pelo marquês, se refugia no castelo do Duque de Canossa, Alberto Uzzo. 
O imperador Otão I, o homem mais poderoso daquele tempo invadiu a Itália e afugentou Berengário.
Dirigindo-se a Canossa, casou-se com Adelaide no dia de Natal de 951, resultando daí uma união feliz. Elevada à dignidade imperial, demonstrou imensa humildade e caridade para com os menos favorecidos.
Viúva pela segunda vez, tornou-se regente até a maioridade do filho, o imperador Otão II, que em 971 casou-se com a princesa grega Teofânia Escleraina, que também passou a hostilizar Adelaide.
Morto Otão II, Adelaide se retirou da corte, mas logo também Teofânia Escleraina morreu e Adelaide retornou para ser regente em nome de seu neto Otão III, coordenando suas obrigações políticas e religiosas. Partindo do princípio que a felicidade e a prosperidade de uma nação dependia da bênção de Deus, procurou implantar na alma do povo o "santo" temor de Deus, fazendo empenho para que fosse conservados fielmente os "costumes e usos da vida cristã".
Após a morte do seu marido, em 973, começou a interessar-se cada vez mais à missionação e estabeleceu vários mosteiros e igrejas.     
Recolhendo-se ao mosteiro beneditino de Selz, o qual fundara, passou os últimos anos de vida em recolhimento. Morreu na Alsácia, no dia 16 de dezembro de 999 e foi canonizada no ano de 1097.
Adelaide está incluída no elenco das “Grandes mulheres na História do Mundo - primeiro milênio”.
Exemplo cristão de princesa, rainha, imperatriz e mãe, sua vida é um exemplo para as mães de família. Santo Odilão de Cluny, seu biógrafo, nos informa que: no seio da família mostrava soberana amabilidade, no trato com estranhos era de uma fidalguia prudente e reservada. Mãe dos pobres, era protetora das instituições eclesiásticas e religiosas. Boa e humilde para os bons, era severa em castigar os maus e os ímpios. Humilde na prosperidade, era paciente e conformada na adversidade; sóbria e modesta no comer e vestir; constante na prática dos exercícios de piedade, penitência e caridade, era o modelo de uma perfeita cristã. Colocada sobre o trono, o orgulho não lhe tomou posse do coração e das virtudes nenhum reclame fez. A lembrança dos pecados não a entregou ao desânimo ou ao desespero., como também os bens deste mundo. Honra, magnificência e glória não conseguiram perturbar-lhe a paz da alma, pois em tudo se baseava sobre o fundamento de toda santidade: a humildade. Firme na fé, era imperturbável sua esperança.
Intitulava-se Adelaide, por graça de Deus Imperatriz, e por si mesma pobre pecadora e deficiente serva de Deus.

## Casamento e descendência
Adelaide e seu primeiro esposo, Lotário II da Itália, tiveram apenas uma única filha:
- Ema da Itália (c.948[988), esposa do rei Lotário de França.

De seu segundo casamento, com Otão I, nasceram:
- Henrique da Germânia (952 - 954);
- Bruno da Germânia (953 - 957);
- Otão II (955 - 7 de dezembro de 983), que sucedeu ao pai e foi casado com Teofânia Escleraina;
- Matilde da Germânia (955 - 999), abadessa de Quedlimburgo.